# Rho-Inseln
Die Rho-Inseln (in Argentinien Islotes Soler) umfassen mehrere Inseln und einige Felsen im Palmer-Archipel vor der Westküste der Antarktischen Halbinsel. In der Gruppe der Melchior-Inseln liegen sie unmittelbar nördlich der Lambdainsel.
Der Name der Inseln, der dem griechischen Buchstaben Rho entliehen ist, findet sich erstmals auf Kartenmaterial aus dem Jahr 1946, das im Zuge von Vermessungsarbeiten argentinischer Expeditionen in den Jahren 1942 und 1943 entstand. Namensgeber der argentinischen Benennung ist Miguel Estanislao Soler (1783–1849), General im argentinischen Unabhängigkeitskrieg.